# Stephenie Meyer
Stephenie Meyer, född Morgan den 24 december 1973 i Hartford, Connecticut, är en amerikansk författare, främst känd för sin mycket populära romansvit Twilight. Hon utnämndes 2008 av USA Today till "Årets författare". Hon var också det årets bäst säljande författare med över 29 miljoner böcker sålda. Om jag kunde drömma, den första boken i Twilight-sviten, var det årets mest sålda bok i USA.
Meyer rankades på 49:e plats av Time Magazines lista över 2008 års mest inflytelserika personer. Hon var även på plats 26 på Forbes Celebrity 100-lista, enligt vilken hon tjänat över 50 miljoner dollar under året.

## Biografi
Stephenie Meyer föddes i Hartford, Connecticut och växte upp i Phoenix, Arizona. Hon är den näst äldsta av sex barn, tre döttrar och tre söner. Meyer studerade vid Brigham Young University i Provo, Utah. Hon träffade sin man Christian när hon bodde i Arizona och gifte sig med honom 1994. Tillsammans har de tre söner som heter Gabe, Seth och Eli. 
Meyer tillhör trossamfundet Jesu Kristi Kyrka av Sista Dagars Heliga (mormonerna).
Meyer har berättat att idén till Twilight (Om jag kunde drömma) uppenbarades sig för henne i en dröm 2 juni 2003. Efter att hon skrivit och bearbetat verket, undertecknade hon ett kontrakt på tre böcker med bokförlaget Little, Brown and Company. Uppföljaren till Twilight fick titeln New Moon och utkom i början av augusti 2006. Den tredje boken i serien, Eclipse, utkom 7 augusti 2007, och den fjärde, Breaking Dawn, gavs för första gången ut i augusti 2008. På sin webbplats har Meyer avslöjat att hon planerat skriva en bok som skildrar historien i Twilight på nytt, men nu med karaktären Edward Cullen istället för Isabella Swan som berättare. Projektet gick under namnet Midnight Sun. Efter att några kapitel av Midnight Sun läckt på nätet bestämde sig Meyer för att lägga projektet på is. Ytterligare en anledning för Meyer att avbryta Midnight Sun var att E.L. James släppt Grey - d.v.s. 50 shades of Grey ur den manliga huvudkaraktärens perspektiv. 2015, men år 2020 chockerade Stephanie oss med att ändå släppa boken "midnight Sun" eller "midnattssol" som den heter på svenska. 10 år efter att Twilight först publicerades, kom jubileumsutgåvan Life and Death: Twilight Re-imagined, som är en omarbetning av Twilight med ombytta könsroller: Edward Cullen har blivit Edythe Cullen, och Bella Swan har blivit Beau Swan.

## Mottagande och kritik
Entertainment Weekly har kallat Meyer den populäraste vampyr-författaren sedan Anne Rice och även The Guardian har lovordat henne. Hon har fått beröm även från författaren Orson Scott Card. Hon har däremot fått kritik från bland andra Stephen King, som tyckte att hon skrev dåligt.
Under hösten 2008 debatterade flera personer på den svenska dagstidningen Dagens Nyheters barn & ung-sida huruvida Stephenie Meyes böcker var bra litteratur att läsa eller inte. Det hela började med att litteraturpedagogen Lena Kjersén Edman ställde sig frågande till vad de många vuxna läsare, som på bloggar ylade av förtjusning, fick ut av böckerna - hon skulle själv ha gillat dem när hon var elva, tolv år. Hon tillade att böckerna innehåller "moralism, sexism och våldsam adjektivsjuka". Hon fick respons bland annat av litteraturvetaren Loveina Khans som menade att böckerna uppslukar läsaren, och får denne att öka sin läslust, vilket skulle kunna utnyttjas av pedagoger genom att då presentera dem för andra författare. Debatten fortsatte dels med att Kjersén Edman skrev ett svar, dels med att andra aktörer, bland andra Helena Dahlgren och Johanna Lindbäck från webbsidan bokhora, bidrog med inlägg..
Stephenie var en mycket duktig dansare i ung ålder och säger att musik och dans inspirerade henne till att skriva. Hon tyckte mycket om dans och säger att om hon inte hade blivit författare så hade hon velat bli dansare. Hon tyckte att dans var något som uttryckte känslor och hon gillade att kunna röra sig till musik för att uttrycka hur hon kände sig. Hon började med dans när hon var sju år gammal. Då dansade hon ballet. Hennes dröm var då att bli ballerina men sen blev hon intresserad av böcker och ville istället bli författare.

### Twilight-serien
- Twilight – 2005 (på svenska, Om jag kunde drömma, 2006)
- New Moon – 2006 (på svenska, När jag hör din röst, 2007)
- Eclipse – 2007 (på svenska, Ljudet av ditt hjärta, september 2008)
- Breaking Dawn – 2008 (på svenska, Så länge vi båda andas, 12 mars 2009)
- The Short Second Life of Bree Tanner – 2010 (på svenska, Bree Tanners andra liv, 5 juni 2010)
- "Twilightssagan – den officiella illustrerade guiden"
- Life and Death: Twilight Re-imagined (2015) (på svenska: Om jag kunde drömma/Liv och död : en ny början, 2015)[20]

### Övriga
- The Host – 2008 (på svenska, Genom dina ögon, 2009)

### För vuxna
- The Chemist - 2016[21] (på svenska, Kemisten, 15 november 2016)

### Antologier
- Prom Nights From Hell (segment, Heaven and Hell) – 2007